# Blaesoxipha malgache
Blaesoxipha malgache är en tvåvingeart som beskrevs av Zumpt 1967. Blaesoxipha malgache ingår i släktet Blaesoxipha och familjen köttflugor.
Artens utbredningsområde är Madagaskar. Inga underarter finns listade i Catalogue of Life.